# Paul Krugman
Paul Robin Krugman, né le 28 février 1953 à Long Island dans l'État de New York, est un économiste américain.
Il a obtenu le Prix de la Banque de Suède 2008 pour avoir montré « les effets des économies d'échelle sur les modèles du commerce international et la localisation de l'activité économique ». Il a tenu une tribune entre 1999 et 2024 dans le New York Times ce qui lui a permis de devenir un « faiseur d'opinion ».
C'est également un grand passionné de science-fiction, et notamment des ouvrages de l’écrivain russe Isaac Asimov. Il a concilié cette passion pour la science-fiction et sa profession d’économiste dans son essai humoristique La Théorie du commerce interstellaire, paru en 1978.

## Biographie

### Jeunesse et études
Fils de David et Anita Krugman et petit-fils d'immigrants russes et juifs, Bennie and Fannie Krugman venant de Brest (Biélorussie), il a d'abord suivi des études d'économie à l'université Yale où il a obtenu une licence (summa cum laude) en 1974, puis au Massachusetts Institute of Technology (MIT), où il a obtenu son doctorat d'économie (PhD) en 1977 sous la direction de Rüdiger Dornbusch.
Il est marié à l'économiste américaine Robin Wells Krugman.

### Parcours professionnel
Paul Krugman enseigne au MIT de 1984 à 1994. Il est à cette date recruté au sein de l'université Stanford , où il enseigne jusqu'en 1996. Il a également enseigné à l'université Yale et à la London School of Economics.
Il est aujourd'hui professeur d’économie et de relations internationales à l’université de Princeton.
En 1991, il reçoit la médaille John Bates Clark de l’American Economic Association (attribuée tous les deux ans à un économiste de moins de quarante ans ayant apporté une contribution substantielle aux sciences économiques) et en 2008, le « prix Nobel » d'économie pour ses travaux sur le commerce international en concurrence imparfaite et en économie géographique. Il est coauteur avec Maurice Obstfeld de International Economics: Theory and Policy, le livre de cours le plus utilisé dans ce domaine aux États-Unis, ainsi que d'une vingtaine d'autres ouvrages.
Krugman s'est fait connaître du grand public par ses ouvrages de vulgarisation publiés depuis la fin des années 1980, grâce à son anticipation de la crise asiatique de 1997. Il est devenu réellement célèbre depuis son entrée au New York Times, dans lequel il écrivait un éditorial deux fois par semaine. Il s'y est illustré comme l'un des critiques les plus virulents du Parti républicain en général, de George W. Bush en particulier et de la « grande divergence », l'accroissement des inégalités des revenus et des fortunes. Il se définit comme un « libéral », c'est-à-dire dans un contexte américain comme un économiste qui se situe « à gauche ».
Néokeynésien, il est un des principaux auteurs de la nouvelle théorie du commerce international, qui repose sur le commerce intra-firme et intra-industrie, les effets de réseau, et les situations de concurrence imparfaite.

## Contributions à la science économique
Paul Krugman, dans ses travaux, a couvert des sujets aussi variés que le commerce international, la géographie économique et la finance internationale. Selon le projet Research Papers in Economics, il figure parmi les cinquante économistes les plus cités et les plus influents au monde. Son ouvrage International Economics: Theory and Policy, coécrit avec Maurice Obstfeld est un manuel de référence pour l'étude des relations internationales. C'est également un vulgarisateur qui écrit pour le grand public sur le commerce international, la politique économique ou la répartition des revenus. C'est un tenant du néokeynésianisme, exposant ses opinions dans Peddling Prosperity.

### Théorie du commerce international

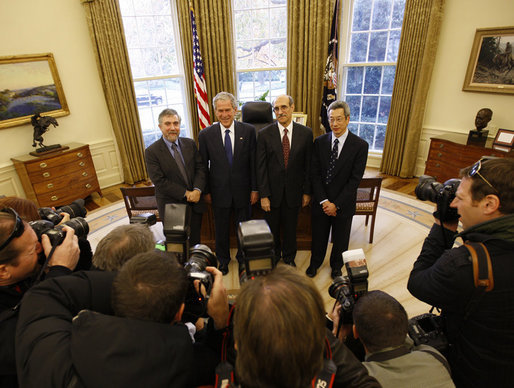
Réception le 24 novembre 2008 par le président George W. Bush des lauréats américains de prix Nobel : Paul Krugman (économie) Martin Chalfie (chimie) et Roger Tsien (chimie)

Comme l'explique le comité Nobel la principale contribution de Krugman à la science économique est l'analyse de l'impact des économies d'échelle dans le commerce international. Avant lui, la théorie dominante est celle de l’avantage comparatif de David Ricardo et le modèle Heckscher-Ohlin-Samuelson qui étudient les échanges entre économies complémentaires : un pays exporte des matières premières et l'autre des biens manufacturés. En 1978, à la suite d’une conversation avec son professeur Rudi Dornbusch, il décide de travailler sur les rendements croissants pour l'intégrer dans la théorie des échanges internationaux. Krugman remarque pour sa part que l'essentiel du commerce international n'est pas nord-sud avec des termes inégaux mais bien nord-nord et que les biens échangés sont très similaires : la Suède exporte ses Volvo vers l'Allemagne qui lui vend des BMW.
Son explication, proposée en 1979, dans un article paru dans le Journal of International Economics (en) et présenté la même année au Summer Institute du bureau national des études économiques des États-Unis, part du constat que les consommateurs préfèrent la diversité et que la production intègre des économies d'échelle. La préférence des consommateurs pour la diversité explique la coexistence de différents modèles de voitures et de constructeurs, comme Volvo et BMW là où la théorie classique suppose une spécialisation des économies respectives. Cette logique explique pourquoi il y a spécialisation par marque au lieu de spécialisation par produit.
La plupart des modèles de la théorie du commerce international incluent l’idée de Krugman et comprennent des économies d'échelle dans la production et un penchant pour la diversité dans la consommation.
Face à des économies d’échelle dans la sphère de production, une économie peut se retrouver « coincée » dans des termes inégaux de l'échange. Cependant, le commerce international reste bénéfique même entre pays aux économies identiques parce qu’il permet à chacune des entreprises d’économiser des coûts en bénéficiant d’un réservoir de consommateurs plus large que sur le seul marché domestique et parce qu’il permet au consommateur de bénéficier d’un choix plus large et de prix plus bas en aiguisant la compétition entre sociétés. Par conséquent, Paul Krugman est resté le défenseur du libre-échange et de la mondialisation des économies en critiquant, en parallèle, les interventions de l’État dans la politique industrielle. À la suite de ses travaux, Krugman avec Helpman, Barbara Spencer et James Brander ont étendu la théorie des rendements croissants au plan normatif pour déboucher sur la théorie de la politique commerciale stratégique. Il écrira cependant, dans un article de 1987 intitulé Le libre-échange est-il dépassé ?, que le libre-échange avait « irrémédiablement perdu son innocence » et qu’il ne pouvait « jamais être présenté comme une politique dont la théorie économique nous dit que c’est toujours la bonne. » Ses idées seront mal comprises par ceux qu'il traitera d'« entrepreneurs de la politique économique » (notamment Robert Reich, Lester Thurow et Robert Kuttner) pour justifier l'intervention étatique. Dans ses livres grand public d'après, il se mettra à clarifier sa position. Il écrit, en particulier, page xxvi de son livre The Great Unraveling que « j’ai encore la lettre pleine de colère que Ralph Nader m’a adressée quand j’ai critiqué son attaque sur la mondialisation. »
Plus anecdotiquement, Krugman a écrit, en 1978, The Theory of Interstellar Trade (La Théorie du commerce interstellaire), un essai humoristique sur l’échange des biens à une vitesse proche de celle de la lumière. Il dit qu’il l’a écrit pour se détendre du travail stressant d’assistant professeur.

### Nouvelle économie géographique
Si le commerce est grandement conditionné par des rendements d'échelle, alors les régions économiques avec le plus de production vont devenir plus compétitives et attirer plus d’entreprises. Ceci explique pourquoi, plutôt que de se saupoudrer également sur toute la surface du globe, la production a tendance à se concentrer dans quelques pays, quelques régions ou même quelques villes qui deviennent densément peuplées et bénéficient de revenus plus élevés. Cette analyse est développée dans des articles publiés, à partir de 1991, dans le Journal of Political Economy et forme la base de la nouvelle économie géographique.

### Macroéconomie internationale
Krugman est un économiste influent dans le domaine de la finance internationale et de la macroéconomie internationale. En 1979, il publie une modélisation de crises des changes dans le Journal of Money, Credit, and Banking montrant que les taux de change fixes vont se terminer par des attaques spéculatives, et que les mauvaises politiques des États la cause des crises monétaires. Cet article est considéré comme l’une des principales contribution de la  première génération des modèles de crises de changes. Il est aussi le promoteur de la troisième génération des modèles de crises des changes qui attribue aux engagements en devises non couverts le rôle catalyseur des crises et même des contagions.
À la fin des années 1980, il va s'intéresser aux zones-objectifs monétaires. Il publie ses conclusions dans Quarterly Journal of Economics. Cependant, le verdict de l’histoire a été moins généreux, en partie parce que la principale prédiction de l’étude, à savoir que les monnaies se stabilisent lorsqu’elles approchent les extrêmes des zones-objectifs, n’a pas été validée par les faits.
Au début des années 1990, il a aidé à la diffusion des arguments de Laurence Lau et Alwyn Young, entre autres, que la forte croissance des économies des « tigres asiatiques » n’est pas le résultat d’un nouveau modèle économique mais celui de la croissance du capital qui n’a pas — contrairement au développement des « dragons asiatiques » — abouti à la croissance de la productivité globale des facteurs de production. Il prédit alors que la croissance économique va se ralentir et qu’il deviendra plus difficile de générer plus de croissance avec des intrants augmentant. La crise économique asiatique de 1997 a validé ces prédictions[réf. nécessaire].
Il critique aussi les investisseurs tels que le fond Long Term Capital Management dont les profits dépendent essentiellement du maintien des taux de change fixe. La crise financière russe de 1998 sonne le glas de cet investisseur.
Il se fait l’avocat d’une politique budgétaire agressive pour contrecarrer la dépression qui frappe l’économie du Japon argumentant que le pays se trouve dans une trappe à liquidité. Il reprendra les mêmes analyses lors de la crise financière de 2007-2008 qu'il n'a pas prévue, en insistant sur la trappe keynésienne. Sur son blog, il écrira par analogie « Ça y est, l’Amérique est devenue le Japon ». Pour ce faire, il proposera au président Barack Obama qu'il est préférable de « pécher par excès que par défaut».  
Il critique les politiques d'austérité appliquées en Europe, qu'il considère comme un danger très grave pour l'avenir de l'Europe, et reprochait à François Hollande de persister dans ce genre de politique économique.

### Inégalités des revenus
Dans les années 1990, ses travaux s’orientent vers le grand public et la publication de livres de vulgarisation sur des thèmes qu’il considère comme importants. Dans The Age of Diminished Expectations et The Conscience of a Liberal, il écrit en particulier sur la croissante inégalité des revenus engendrée par la « nouvelle économie » américaine des années 1990. Il en attribue la cause, partiellement à des changements technologiques, mais aussi et surtout à l’affaiblissement de l’« État-providence » depuis les années Reagan. Il a repris et popularisé le terme de Grande compression, inventé par Claudia Goldin et Robert Margo, décrivant la compression des écarts de revenus aux États-Unis intervenu à la fin des années 1930 et début des années 1940.

## Vision économique

### Libre-échange et mercantilisme chinois
Depuis les années 1980, Paul Krugman promeut le libre-échange aux États-Unis et dans les pays européens. Il note que bien que le libre-échange ait nui aux industries, aux collectivités et à certains travailleurs, il s'agit d'un système gagnant-gagnant qui enrichit les deux parties à l'accord,. Selon lui, le déficit commercial n'a pas d'importance, et ne serait pas dû à l'absence de protection commerciale mais au manque d'épargne nationale. De plus, les droits de douane et les restrictions commerciales ne réduisent pas vraiment le déficit commercial global . En 2000, il a également écrit un livre intitulé La mondialisation n'est pas coupable : vertus et limites du libre-échange où il fait la promotion du libre-échange en disant qu'il représente la paix économique puisque les échanges commerciaux sont mutuellement profitables.
Pourtant dans certains de ces articles entre 2007 et 2016, il prend des positions contraires. En effet, en 2010 par exemple, il appelle de ses vœux un droit de douane de 25 % sur les importations chinoises aux États-Unis,
En 2010, Paul Krugman écrit que la Chine poursuit une politique mercantiliste et prédatrice, c'est-à-dire qu'elle maintient sa monnaie sous-évaluée pour accumuler des excédents commerciaux en utilisant le contrôle des flux de capitaux. Le gouvernement chinois vend du renminbi et achète des devises étrangères afin de maintenir le renminbi à un bas niveau, ce qui donne au secteur manufacturier chinois un avantage de coût sur ses concurrents. Les excédents de la Chine drainent la demande américaine et ralentissent la reprise économique dans d'autres pays avec lesquels la Chine fait du commerce. Il admet donc que les déficits commerciaux appauvrissent les États-Unis et représentent une menace. Krugman écrit : « C'est la politique de change la plus faussée qu'une grande nation ait jamais suivie ». Il note que le renmenbi sous-évalué équivaut à imposer des droits de douane élevés ou à accorder des subventions à l'exportation. Une monnaie moins chère améliore l'emploi et la compétitivité parce qu'elle rend les importations plus chères tout en rendant les produits nationaux plus attractifs. Il s'attend à ce que les excédents chinois détruisent 1,4 million d'emplois américains d'ici 2011. Il propose la taxation temporaire des produits de certains pays, pour les contraindre à réajuster leur monnaie. Par conséquent, il demande un taux général de 25 % sur les produits chinois. Il pense donc que les droits de douane et les restrictions commerciales peuvent réellement réduire le déficit commercial global. Et le déficit commercial serait donc dû à l'absence de protection contre la Chine, qui manipule sa monnaie, et non à l'absence d'épargne nationale,,. Il ajoute, « nous vivons actuellement dans un monde où le mercantilisme fonctionne ». Il ne s'agit donc pas d'un système gagnant-gagnant qui enrichit les deux parties à l'accord, mais plutôt d'un système où certains pays s'enrichissent aux dépens d'autres. Il écrit : « Ce que fait la Chine, c'est une politique commerciale sérieusement prédatrice, le genre de choses qu'on est censé empêcher par la menace de sanctions ». Il a expliqué que dans un conflit commercial, avec une économie mondiale déprimée, ce sont les pays excédentaires qui ont beaucoup à perdre, alors que les pays déficitaires pourraient gagner, même s'il y a des mesures de représailles et des perturbations économiques. « Les victimes de ce mercantilisme ont peu à perdre d'une confrontation commerciale. » Il soutient que le protectionnisme n'est pas une mauvaise chose lorsque le chômage est élevé ou lorsque la situation économique n'est pas bonne. Il cite Paul Samuelson : « Avec un emploi moins que plein... tous les arguments mercantilistes déboulonnés s'avèrent valables. » En outre, il soutient le protectionnisme d'autres pays à l'égard de la Chine : « D'autres pays prennent des mesures (modestes) protectionnistes précisément parce que la Chine refuse de laisser sa monnaie augmenter. Et d'autres mesures de ce type sont tout à fait appropriées »,,,
,,.
En 2007, il note que dans le système de libre-échange, les salaires réels des travailleurs moins instruits diminuent en raison de la concurrence des importations à bas prix. En effet, les salaires chutent plus que les prix à l'importation et le problème s'aggrave parce que le commerce avec les pays à bas salaires est de plus en plus fréquent. Il avoue également que le libre-échange a un effet important sur l'inégalité des revenus dans les pays développés: « Tout cela revient à dire qu'il n'est plus sûr d'affirmer, comme nous le pouvions il y a une douzaine d'années, que les effets du commerce sur la répartition des revenus dans les pays riches sont assez mineurs. Il y a maintenant de bonnes raisons de dire qu'ils sont assez gros et qu'ils deviennent de plus en plus gros... ».
Il reconnaît également que le déficit commercial a été préjudiciable au secteur manufacturier américain : « Il ne fait aucun doute que l'augmentation des importations, en particulier en provenance de Chine, a réduit l'emploi dans le secteur manufacturier..., l'élimination complète du déficit commercial américain dans le secteur des produits manufacturés ajouterait environ deux millions d'emplois dans ce secteur »,.
Selon lui, le protectionnisme ne mène pas à des récessions. En effet, dans une guerre commerciale, puisque les exportations et les importations diminueront de façon égale, pour l'ensemble du monde, l'effet négatif d'une baisse des exportations sera compensé par l'effet expansionniste d'une baisse des importations. Ainsi, selon lui, « les guerres commerciales sont un lavage ». De plus, il note que le tarif Smoot-Hawley n'a pas causé la Grande Dépression. Le déclin du commerce entre 1929 et 1933 « était presque entièrement une conséquence de la Dépression, et non une cause ». Les obstacles au commerce étaient une réponse à la dépression, en partie une conséquence de la déflation,.
En 2016, contrairement à ses conseils en faveur du libre-échange aux États-Unis, il écrit : « Il est également vrai qu'une grande partie de l'élite qui défend la mondialisation est fondamentalement malhonnête : de fausses allégations d'inévitabilité, des tactiques alarmistes (le protectionnisme provoque des dépressions !), des affirmations largement exagérées sur les avantages de la libéralisation du commerce et les coûts de la protection, ce qui fait oublier les grands effets distributifs que les modèles standard prévoient en fait. J'espère, soit dit en passant, que je n'ai rien fait de tout cela » [...] « Ainsi, l'argument de l'élite en faveur d'un commerce toujours plus libre est en grande partie une arnaque »,.

## Prises de positions
Depuis 2016, il multiplie les saillies envers Donald Trump, dont il fustige les politiques économiques. Il s’est notamment vivement opposé aux mesures protectionnistes mises en place contre la Chine en 2018.
Krugman est connu pour ses critiques contre la politique générale et économique de l'administration de George W Bush, plus largement le parti républicain,, ce qui n'est pas incompatible avec sa participation au groupe des trente.

## Polémiques
Paul Krugman poursuit une longue polémique médiatique débutée en 2009 avec l'historien britannique Niall Ferguson reprochant à ce dernier « une déformation des faits » et des « erreurs fondamentales ». Ferguson, dans une série d'articles et d'entretiens en 2013, a pointé du doigt ce qu'il considère comme les multiples erreurs d'analyse et de prédiction que Paul Krugman a effectuées dans sa carrière, remettant en cause sa compétence. Concernant ses articles consacrés à la Grande-Bretagne, Niall Ferguson lui reproche une « partisanerie extrême complétée par un niveau touristique de connaissance ».
En 2011, il laisse entendre, que Sarah Palin est impliquée dans la tentative d'assassinat contre Gabrielle Giffords, alors que le tireur a brûlé le drapeau américain.
En 2017, Donald Trump lui attribue le premier prix des « Fake News Awards (en) » qu'il a lui-même inventé. Le prix n'est ici pas attribué à un journaliste mais à un chroniqueur, Paul Krugman étant un contempteur infatigable du président dans les colonnes du New York Times. Il y avait affirmé, le lendemain de la victoire du président Trump, que l’économie ne s’en remettrait jamais.

## Publications

### Publications de Paul Krugman

#### Livres édités en anglais
- (en) Paul Krugman, The Conscience of a Liberal, Norton, 2007

#### Livres édités en français
- Paul Krugman, Lutter contre les zombies, Flammarion, 2020, 384 p. (ISBN 9782081506015)
- L'Économie auto-organisatrice, éd. De Boeck, 1998, 128 p,  (ISBN 2744500437)
- L'Âge des rendements décroissants, éd. Economica, 2000, 206 p,  (ISBN 2717836594)
- La mondialisation n'est pas coupable : vertus et limites du libre-échange, ((en) Pop internationalism) éd. La Découverte, 2000, 218 p,  (ISBN 270713113X)
- Pourquoi les crises reviennent toujours, éd. Seuil, 2000, rééd. et mise à jour, 2009, 208 p,  (ISBN 9782020996037)
- L'Amérique dérape, éd. Flammarion, 2004, 493 p,  (ISBN 2082103323)
- Économie internationale, éd. Pearson Education, 2006 (7e), 713 p,  (ISBN 2744071404)
- L'Amérique que nous voulons, éd. Flammarion, 2008, 354 p,  (ISBN 2081214431)
- Sortez-nous de cette crise... maintenant !, éd. Flammarion, 2012, 284 p,  (ISBN 9782081286290)
- Paul Krugman et Robin Wells, Macroéconomie, De Boeck, coll. « Ouvertures économiques », 2009, 2e éd., 998 p.
- Paul Krugman et Robin Wells, Macroéconomie, t. traduction de la 4ème édition américaine, De Boeck, coll. « Ouvertures économiques », 2016, 3e éd., 1075 p.
- Paul Krugman et Robin Wells, Microéconomie, De Boeck, coll. « Ouvertures économiques », 2009, 2e éd., 1072 p.

#### Articles dans des revues académiques[61]
- (en) Paul Krugman, « Is Free Trade Passe? », Economic perspectives, vol. I, No. 2. (Aug., 1987), no 1,‎ 1987, p. 131-144 (lire en ligne)
- (en) Paul Krugman, « A Model of Balance of Payments Crises », Journal of Money, Credit and Banking, vol. XI, No. 2., no 3,‎ août 1979, p. 331-325 (lire en ligne)
- (en) Paul Krugman, « Scale Economies, Product Differentiation, and the Pattern of Trade », American Economic Review, vol. 70, No. 5., no 1,‎ décembre 1980, p. 950-959 (lire en ligne)
- (en) Paul Krugman, « Intraindustry Specialization and the Gains from Trade », The Journal of Political Economy, vol. 89, No. 5.,‎ octobre 1981, p. 959-973 (lire en ligne)
- (en) Paul Krugman, « History versus Expectations », Quarterly Journal of Economics, vol. , No., no 1,‎ 1991 (lire en ligne)
- (en) Paul Krugman, « WHAT HAPPENED TO ASIA? », University of Auckland, vol. , No., no 1,‎ 1998 (lire en ligne)
- (en) Paul Krugman, « A Model of Innovation, Technology Transfer, and the World Distribution of Income », The Journal of Political Economy, vol. 87, No. 2., no 1,‎ avril 1979, p. 253-266 (lire en ligne).

### Publications sur Paul Krugman
- Coy, Peter. « Economists Rush to Disagree About Crisis Solutions ». BusinessWeek (8 mars 2009).
- « The one-handed economist ». The Economist (Nov 13th 2003).
- Posner, Richard A. « The Good Paul Krugman and the Bad Paul Krugman ». The Atlantic (3 juin 2009).
- Tomasky, Michael. « The Partisan ». The New York Review of Books (22 novembre 2007).
- Wallace-Wells, Benjamin. « What’s Left of the Left ». New York Magazine (24 avril 2011).

## Distinctions

### Prix et récompenses
- 1991 : Médaille John-Bates-Clark de l'American Economic Association[62]
- 1995 : Prix Adam Smith (de)[63]
- 2000 : Prix H. C. Recktenwald en économie[64]
- 2004 : Prix Princesse des Asturies dans la catégorie Sciences sociales[65]
- 2008 : Prix de la Banque de Suède[66]
- 2010 : Prix d'économie global (de) du Kiel Institute for the World Economy (en)[67]
- 2011 : Gerald Loeb Award winners for Columns, Commentary, and_Editorials (en)
- 2013 : Prix des quatre libertés de Roosevelt dans la catégorie Liberté d'expression
- 2014 : Prix James Joyce dans la catégorie Scientifique et académique[68]

### Sociétés savantes
- 1986 : Membre de la Société d'économétrie[69]
- 1992 : Membre de l'Académie américaine des arts et des sciences[70]

### Doctorats honoris causa
Il a obtenu plusieurs doctorats honoris causa :
- Université libre de Berlin en économie ( Allemagne, 1998)
- Haverford College en lettres ( États-Unis, 2004)[71]
- Université de Lisbonne ( Portugal, 2012)[72]
- Université technique de Lisbonne ( Portugal, 2012)[72]
- Université nouvelle de Lisbonne ( Portugal, 2012)[72]
- Université de Toronto en lettres ( Canada, 2013)[73]
- Université d'Oxford ( Royaume-Uni, 2016)[74]